# Rete testis

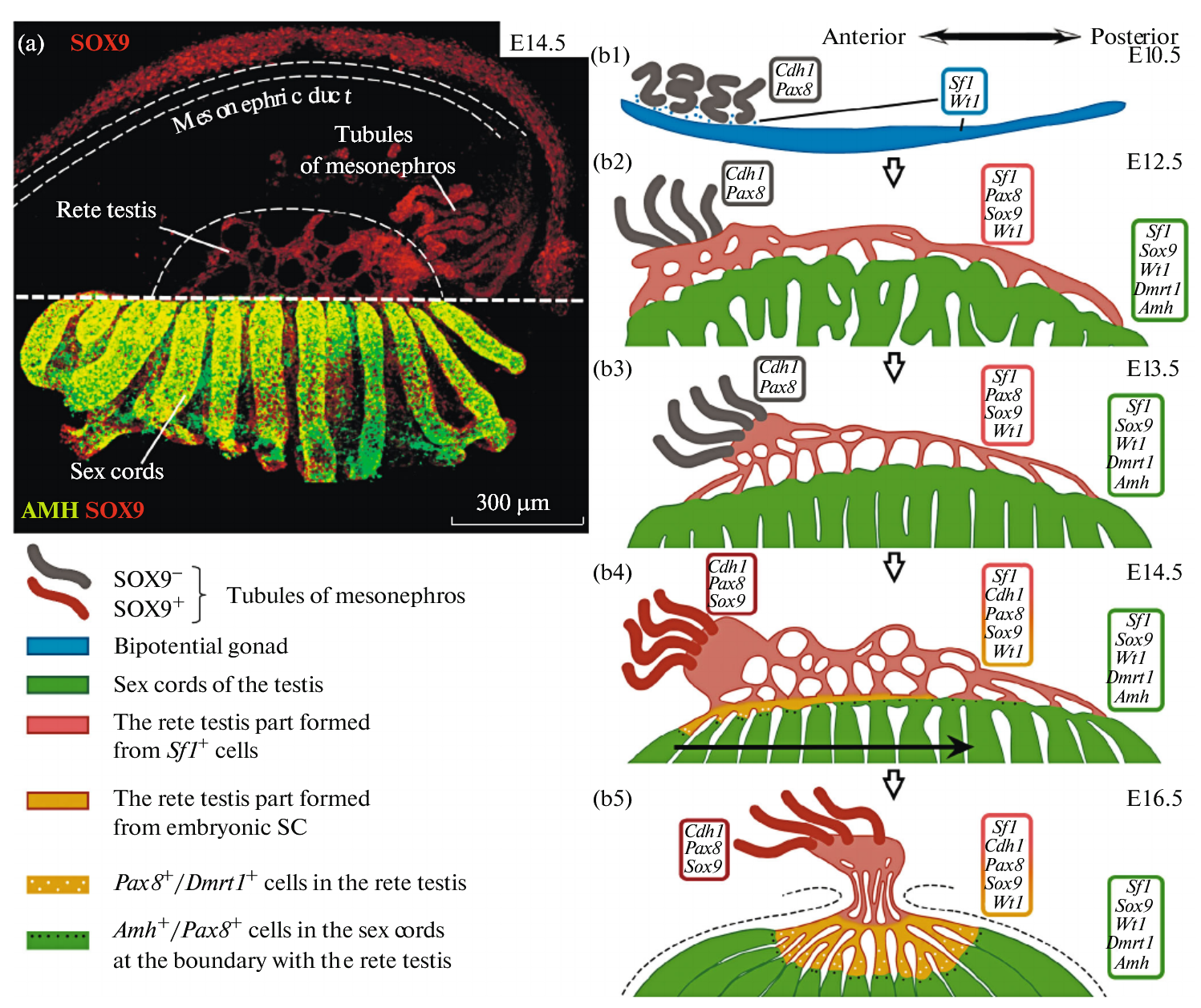
Embryonale ontikkeling van het rete testis bij de muis (sec cords: geslachtsstrengen).

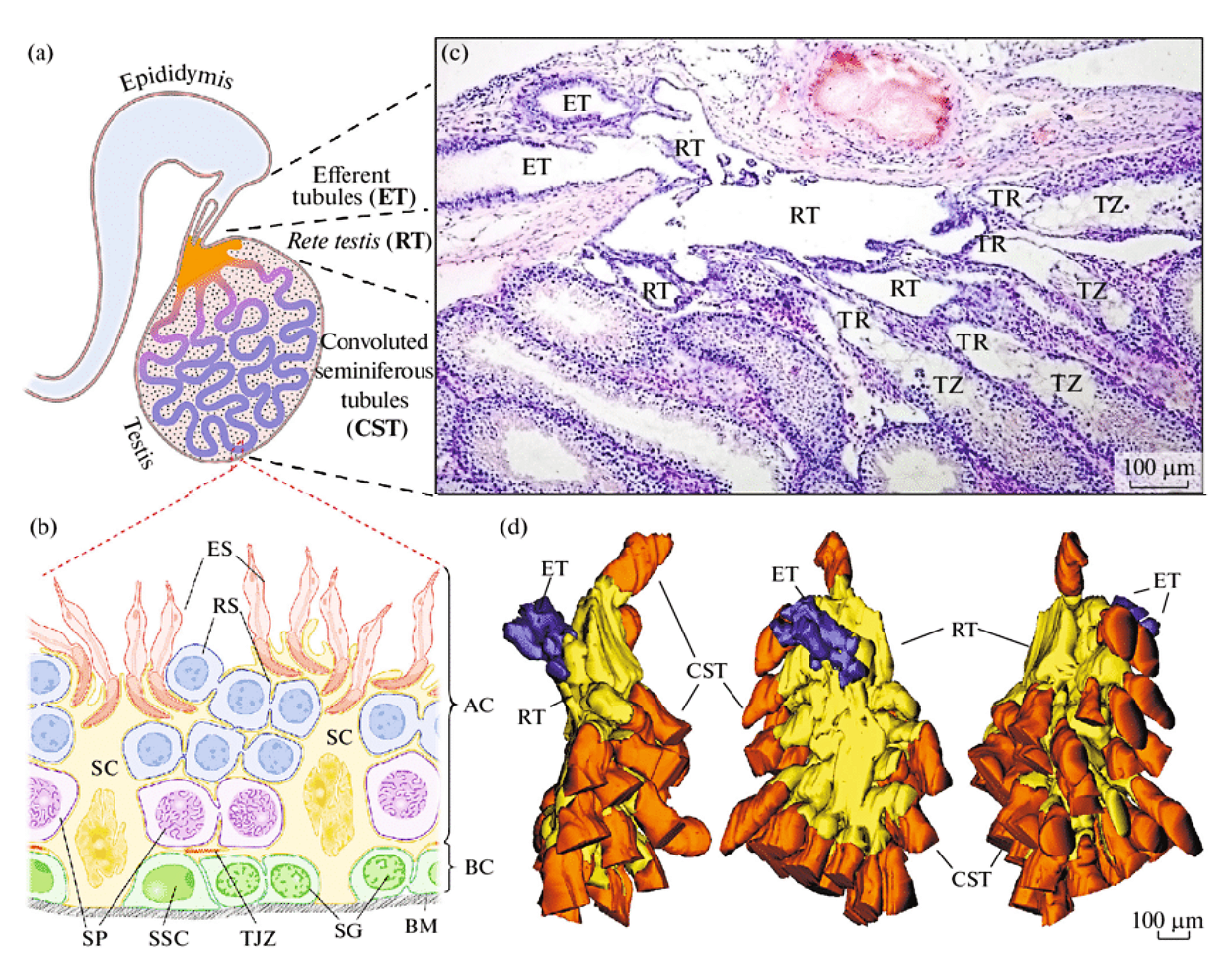
De structuur van de muizenteelbal, met rete testis (RT), tubuli seminiferi recti (TR), b. het epitheel van het gekronkelde zaadkanaal (tubuli seminiferi contorti) en d. 3D-reconstructie van het rete testis.

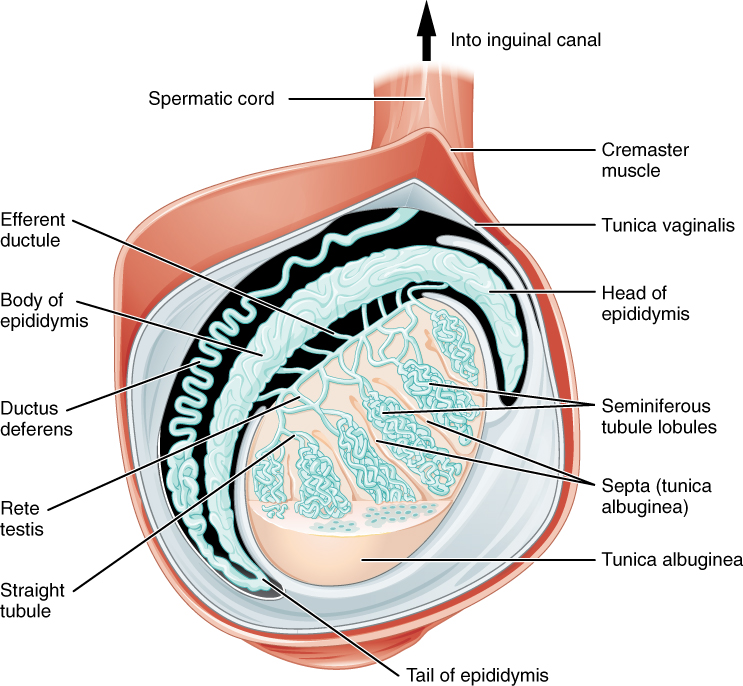
Teelbal met rete testis

1. Tunica albuginea, 2. Septa testis, 4. Mediastinum testis, 5. Tubuli seminiferi contorti, 6. Tubuli seminiferi recti, 7. Rete testis.

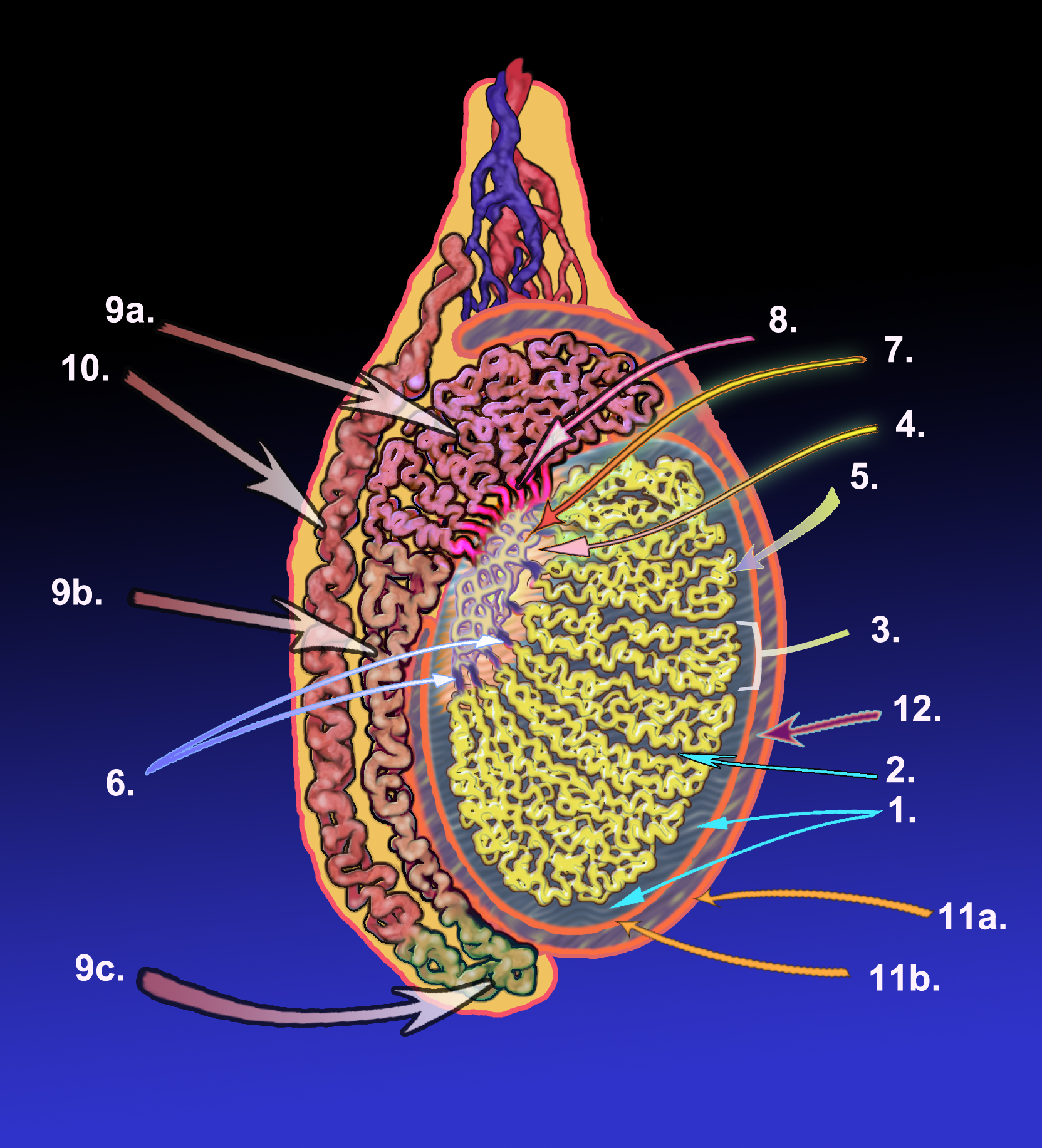
4. Mediastinum testis, 5. Tubuli seminiferi contorti, 6. Tubuli seminiferi recti, 7. Rete testis,

Animatie van afvoer via de afvoerende kanalen (efferent ducts)

Het rete testis (meervoud: retia testis) is een anastomoserend netwerk van  fijne, gekronkelde kanaaltjes gelegen in het hilum van de teelbal (mediastinum testis) dat sperma van de zaadbuisjes naar de afvoerende kanalen transporteert. Het is het homologon  van het rete ovarii bij vrouwen.

## Mediastinum testis
Het mediastinum testis is een dik maar onvolledig septum aan het achterste deel van de testis, gevormd door de tunica albuginea van de testis die in de testis uitsteekt aan het achterste deel, waar de testis niet bekleed is met het sereuze membraan, glad weefselmembraan van mesotheel, om de bevestiging van de bijbal mogelijk te maken. Het strekt zich posterieur uit tussen de kop en de staart van de testis. Het is breder aan de bovenkant dan aan de onderkant. Het ondersteunt het rete testis en de bloed- en lymfevaten van de testis bij hun doorgang in en uit het weefsel van de klier.
De septa testis - uitsteeksels van de tunica albuginea in het weefsel van de testis die vezelachtige gedeelten vormen - convergeren naar het mediastinum testis.

## Structuur
Het rete testis is het netwerk van onderling verbonden tubuli waar het terminale deel van de rechte zaadkanaaltjes, de tubuli seminiferi recti, in uitmonden. Het bevindt zich in een zeer vaatrijk bindweefsel in het mediastinum testis. Bij sommige soorten, zoals de rat en de muis, bevindt het rete testis zich in een subcapsulaire positie aan de craniale pool van de testis, maar bij andere soorten, waaronder de hond en het konijn, vormt het een reeks kanaaltjes die door het midden van de testis lopen. De epitheelcellen vormen een enkele laag die het binnenoppervlak van de zaadkanaaltjes bekleedt. Deze cellen zijn kubusvormig, met microvilli en een enkele trilhaar op hun oppervlak.
De tubuli seminiferi recti hebben een binnenlaag van sertolicellen. Waarschijnlijke zorgen deze cellen voor het eenrichtingsverkeer van het sperma en de vloeistof naar het rete testis. Het eenrichtingsverkeer komt alleen op gang als de druk in het kanaaltje hoger wordt dan de druk in het rete testis en de afvoerende kanaaltjes.

### Ontwikkeling
Bij de ontwikkeling van de urinewegen en het voortplantingssysteem ontwikkelt de teelbal zich op vrijwel dezelfde manier als de eierstok, afkomstig van zowel het mesotheel als de oernier. Net als de eierstok bestaat hij in zijn vroegste stadia uit een centrale massa die bedekt is met een oppervlakte-epitheel. In de centrale massa verschijnen een reeks strengen. Deze strengen lopen samen naar het toekomstige hilum en vormen een netwerk dat uiteindelijk het rete testis wordt. De zaadbalstrengen raken het contact met het coeloomepitheel kwijt en worden door een bindweefsellaag van het epitheel gescheiden. Deze bindweefsellaag is de tunica albuginea. Tot de puberteit zijn de gekronkelde zaadbalstrengen gevuld. Tijdens de puberteit vormen ze  gekanaliseerd door een lumen en worden ze vanaf dat moment gekronkelde zaadkanaaltjes (tubuli seminiferi contorti) genoemd.

## Functie
De functie van het rete testis is het verzamelen en mengen van het sperma, wanneer het de zaadbuisjes verlaat. Sperma verlaat de zaadbuisjes in de verdunde secreties van sertolicellen. Het rete testis modificeert de luminale vloeistoffen met een beperkte hoeveelheid secretie en reabsorptie, maar hun primaire functie is om het sperma te mengen en te transporteren naar de afvoerende buisjes, waar de belangrijkste functie is reabsorptie van ongeveer 95% van de vloeistof, wat de spermaconcentratie verhoogt voordat het in de bijbal komt.

## Klinische betekenis
Rete tubulaire ectasie is een aandoening van het rete testis die gekenmerkt wordt door meerdere goedaardige cysten.